# Motociklizem
Motociklizem je izraz,  povezan z motornimi kolesi. 
Ne nanašajo se vse discipline na časovne in hitrostne meritve; marsikatera temelji tudi na ocenjevanju tehnike in sposobnosti obvladovanja motorja. V grobem lahko delimo motociklistične dirke na cestne in zunajcestne (npr. motokros). 
Pri motokrosu so motocikli posebej pripravljeni za hitro ter adrenalinsko vožnjo. V Sloveniji sta najbolj znani državno prvenstvo in prvenstvo Akrapovič. 

## Motociklizem kot razvedrilo
Veliko motoristov se vozi zato, da si sprostijo um in da se znebijo vsakdanjega stresa, vožnja z motociklom zahteva od voznika, da je vsak trenutek nenehno zbran, le majhna nezbranost lahko povzroči padec z motorja, ki ima lahko manjše ali večje posledice. Največkrat pa je za tak dogodek kriva hitrost. Ne občutijo vsi motoristi potrebe po hitrosti, marsikdo pa.

## Razvoj motociklizma
Prvo motorno kolo s pogonom na petrolej je patentiral Gottlieb Daimler. Po daljših pripravah je nemška tovarna v Neckarsulmu začela izdelovati motorna kolesa z enim cilindrom in s prenosom moči na zadnje kolo z usnjenim jermenom. Kmalu so tudi druge tovarne začele izdelovati motorna kolesa po istem načelu. Angleške tovarne so izpopolnile motorno kolo in za prenos moči uporabile jekleno verigo. Motociklizem se je zelo razvil, ko so ustanovili leta 1912 Mednarodno zvezo motociklističnih klubov v Londonu, ki so jo leta 1949 na mednarodnem kongresu v Luksemburgu preimenovali v Mednarodno motociklistično zvezo, tako imenovano FIM. Danes je sedež v Ženevi v Švici.
Rekorde, postavljene v posameznih razredih, registrirajo posebej in imajo mednarodni značaj hitrostnega športa.

## Oblike motorjev
Na trgu je precej različnih oblik motorjev, ki se med sabo razlikujejo po obliki, namenu uporabe, opremi in ceni. Nekaj najbolj razširjenih oblik: cestni motorji, enduro motorji, motokros motorji, supermoto motorji, touring motorji, štirikolesniki in t. i. chopperji.

## Vrste dirk

### Track dirke
Je dirka z motornim kolesom, kjer ekipe posameznikov ali nasprotnikov dirka okoli steze. Obstajajo različne variante, z vsako različno dirko na različni vrsti površine.

### Rally
Motociklistični rally je dogodek na javnih cestah s pomočjo navigacije, po katerem mora voznik doseči število kontrolnih točk v različnih geografskih lokacijah, hkrati pa se mora držati cestnih predpisov.

### Drugi motociklististični športi

#### Enduro
Enduro ni ravno dirka: glavni cilj je prečkanje več nadzornih točk. Dirka navadno traja nekaj dni, običajno po gozdnatem terenu, včasih z velikimi ovirami, jarki itd. Vse tehnične napake je treba odpraviti z vozila, sicer izpade iz tekme. Zamenjava delov in zunanja pomoč sta zelo omejeni.